# Leptodesmus michaelseni
Leptodesmus michaelseni är en mångfotingart som beskrevs av Carl Graf Attems. Leptodesmus michaelseni ingår i släktet Leptodesmus och familjen Chelodesmidae. Inga underarter finns listade i Catalogue of Life.